# Miasto Split
Miasto Split (chorw. Grad Split) – jednostka administracyjna w Chorwacji, w żupanii splicko-dalmatyńskiej. W 2011 roku liczyła 178 102 mieszkańców.